# محمد نشيد
محمد نشيد (مواليد 17 مايو 1967) هو سياسي مالديفي وناشط يشغل في الوقت الحالي منصب المتحدث ال 19 في مجلس الشعب منذ شهر مايو من عام 2019. شغل نشيد أيضًا منصب رئيس المالديف منذ عام 2008 حتى استقالته في عام 2012. وهو أيضًا أول رئيس للمالديف منتخب بشكل ديمقراطي والرئيس الوحيد الذي تقدم باستقالته من منصبه. ويعترف أيضًا بدوره كأحد الأعضاء المؤسسين للحزب الديمقراطي المالديفي.
نظرًا إلى أنه قد ولد في ماليه، نال نشيد تعليمه في الخارج قبل العودة إلى المالديف وانخراطه في النشاط السياسي. انتخب للبرلمان للمرة الأولى في عام 1999، إلا أنه أرغم لاحقًا على التخلي عن منصبه واعتقل وسجن مرات عديدة خلال بداية مسيرته السياسية. أشعل اعتقاله في عام 2005 فوضى مدنية. في الجولة الأولى من الانتخابات الرئاسية لعام 2008، فاز بنسبة 25٪ من الأصوات وعين لاحقًا مرشحًا لائتلاف المعارضة الأول وهزم الرئيس مأمون عبد القيوم الذي كان قد حكم المالديف كرئيس ل30 عامًا على التوالي. تولى نشيد منصبه في 11 من شهر نوفمبر من عام 2008. وبصفته رئيسًا لعب نشيد دورًا في جذب اهتمام دولي لخطر التغير المناخي في المالديف.
في 7 فبراير من عام 2012، تقدم نشيد باستقالته من منصبه كرئيس وسط أزمة سياسية. بدأت التظاهرات من قبل المعارضة بعد أن أمر نشيد باعتقال كبير قضاة محكمة الجنايات عبد الله محمد، وانضمت في وقت لاحق إلى التظاهرات قوات الشرطة التي رفضت تنفيذ أمر الاعتقال. في اليوم التالي، ذكر نشيد أنه كان قد أُرغم على الاستقالة «تحت تهديد السلاح» من قبل الشرطة وضباط الجيش، وزعم أن المتظاهرين انضموا إلى «الشبكات القوية» لمناصري قيوم لإرغامه على الاستقالة في انقلاب عسكري. نفى خلفه، محمد وحيد حسان، هذه المزاعم وتحدث أن انتقال السلطة كان طوعيًا ودستوريًا وأنشأ لجنة تحر وطنية للتحقيق في مزاعم نشيد. ذكرت لجنة المالديف للتحري الوطني، التي كانت تحت إشراف الأمم المتحدة ودول الكومنولث، وشارك في ترأسها قاضي محكمة سنغافورة العليا الذي رُشح من قبل دول الكومنولث، أنه لم يكن ثمة دليل يدعم رواية نشيد للأحداث. ترشح نشيد للرئاسة مرة أخرى في عام 2013، واعترف بهزيمته بعد خسارته للانتخابات بفارق ضئيل. في شهر مارس من عام 2015، أدين نشيد بموجب قانون مكافحة الإرهاب في المالديف بإصدار أوامر باعتقال قاضي محكمة الجنايات حين كان رئيسًا، وحكم عليه بالسجن ل13 عامًا في سجن مافوشي. وصفت منظمة العفو الدولية الحكم بأن وراءه «دوافع سياسية» وأعربت وزارة الخارجية الأمريكية عن قلقها حيال «الافتقار الواضح للإجراءات الجنائية الملائمة خلال المحاكمة». في شهر نوفمبر من عام 2018، أبطلت المحكمة العليا في المالديف حكم الإدانة.
في عام 2016، منح نشيد حق اللجوء السياسي في المملكة المتحدة حيث خضع لعلاج طبي. في 29 من شهر يونيو من عام 2018، تخلى نشيد عن خططه للمنافسة في الانتخابات الرئاسية في بلاده، مشيرًا إلى معوقات قانونية. وقال إن قرار لجنة الانتخابات برفض الاعتراف بانتصاره في الانتخابات التمهيدية في الحزب كان غير قانوني وطالب بمعاقبة السلطات. بعد فوز صديق طفولته المقرب، وقريبه، ومرشح الحزب، إبراهيم سوليه في الانتخابات الرئاسية لعام 2018، عاد نشيد إلى المالديف وفاز بمقعد في دائرة ماتشانغولهي ميدهو الانتخابية في الانتخابات البرلمانية في العام التالي بمجموع أصوات بلغ 1054 صوتًا، ووصل لاحقًا إلى منصب المتحدث باسم البرلمان. 
في 6 مايو من عام 2021، وقعت محاولة اغتيال استهدفت نشيد بالقرب من منزله وهو يحاول ركوب سيارته. تعرض نشيد لإصابات بليغة ونجى بأعجوبة من تفجير عبوة ناسفة وضعت في حاملة كريات حين وضعت قنبلة شظايا بالقرب من منزله. تلقى نشيد العلاج في وحدة العناية المركزة بعد أن خضع لعدة عمليات جراحية طارئة. زعمت السلطات في المالديف أن ذلك كان هجومًا إرهابيًا نفذه «متطرفون» متدينون. واعتقل ثلاثة مشتبه بهم.
في عام 2022، دعم نشيد رئيس سري لانكا الهارب غوتابايا راجاباكسا وزوجته في إيجاد ملجأ في المالديف وسط تظاهرات واضطراب سياسي أفضت إلى استقالة راجاباكسا.

## مطالبة
كان للرئيس محمد نشيد مطالب غريبة بشراء وطن جديد لشعب المالديف وذلك للهروب من ظاهرة الاحتباس الحراري التي تهدد المالديف.

## احتجاجات 2011
في 1 مايو 2011 خرج الآلاف في العاصمة ماليه مطالبين برحيل الرئيس محمد نشيد. واحتج المتظاهرون على سوء الإدارة وتبديد المال العام، خاصة بعد تخفيض قيمة العملة الوطنية وما تبعها من رفع للأسعار.
قدم محمد نشيد استقالته يوم الثلاثاء 7 فبراير 2012 بعد ثلاثة أسابيع من احتجاجات قادتها المعارضة والتي تحولت إلى عصيان من الشرطة، حيث وجهت له اتهامات بأنه تحول إلى ديكتاتور، بعد أن كان ينسب له الفضل في جلب الديمقراطية إلى البلاد. وسلم السلطة إلى نائبه محمد وحيد حسن مانيك.

## اعتقال 2015
في 13 مارس 2015، أصدرت محكمة مالديفية حكماً بالسجن 13 عاماً للرئيس السابق محمد نشيد بتهمة الإرهاب وإلقاء القبض على قاض بالمحكمة الجنائية، وتوجه تهم إلى محمد نشيد أنّه أمر في يناير 2012 باعتقال كبير قضاة المحكمة "عبد الله محمد"، الذي قضى بالإفراج عن معتقل سياسي معارض بينما كان محمد نشيد في السلطة، وهي تهمة ينفيها الرئيس السابق ويؤكد براءته ويدعو في المقابل أنصاره إلى النزول إلى الشارع. وتوجه تهم أخرى إليه بعصيان أوامر المحكمة والإدلاء بتصريحات كاذبة. وأتى هذا الحكم، الذي لقي تنديد حكومة المالديف وحزب الرئيس السابق الديمقراطي واهتمام كلاً من الاتحاد الأوروبي والولايات المتحدة والهند، بعد أن انسحب محامو محمد نشيد واصفين المحكمة بأنها منحازة وتسعى لتدمير مستقبله السياسي. وبتاريخ 13 مارس 2015
أدانت المحكمة مُحمَّد نشيد بتُهمٍ إرهابيَّة مُتعددة وحكمت عليه بالسجن طيلة 13 سنة.

## روابط خارجية
- محمد نشيد على موقع IMDb (الإنجليزية)
- محمد نشيد على موقع ميتاكريتيك (الإنجليزية)
- محمد نشيد على موقع الموسوعة البريطانية (الإنجليزية)
- محمد نشيد على موقع مونزينجر (الألمانية)